# Мавзолей Субаба
Мавзолей «Субаба» — мавзолей и историко-архитектурный памятник, расположенный в селе Алпан Губинского района Азербайджана.
После восстановления независимости Азербайджана постановлением Кабинета министров Азербайджанской Республики от 2 августа 2001 года № 132 мавзолей была включена в список недвижимых памятников истории и культуры местного значения.

## История
Мавзолей «Субаба» расположен в селе Алпан Губинского района Азербайджана. Был построен в XVI веке, во времена Сефевидов, над могилой одного из полководцев войска шаха Исмаила Хатаи Суфи Микаила, погибшего при переходе через эту деревню во время Дербентского похода. Мавзолей изначально назывался «Суфибаба». Со временем название менялось — «Суфбаба», «Суббаба», дойдя на наших дней как «Субаба».
В марте 1918 года армянские вооружённые отряды напали на село Алпан. Слабо вооружённые местные жители оказали сопротивление нападавшим, однако потерпели поражение. После этого армяне разрушили надгробия на местном кладбище и сожгли мавзолей «Субаба». На надгробиях могил вокруг мавзолея можно найти следы пуль и осколков.
После восстановления независимости Азербайджана, постановлением Кабинета министров Азербайджанской Республики № 132 от 2 августа 2001 года мавзолей был внесен в список недвижимых памятников истории и культуры местного значения.
Мавзолей, который не восстанавливали много лет, находится в аварийном состоянии. Его купол и стены разрушены.